# Emil Dică
Emil Cosmin Dică (Scornicești, 17 luglio 1982) è un ex calciatore rumeno, di ruolo centrocampista.

## Carriera

### Club
Durante la sua carriera ha giocato con Argeș Pitești, Pandurii Târgu Jiu, Internațional e Rapid Bucarest, per poi trasferirsi al CFR Cluj nel 2009.

## Palmarès
- Supercoppa di Romania: 2

CFR Cluj: 2009, 2010
- Campionato rumeno: 1

CFR Cluj: 2009-2010
- Coppa di Romania: 1

CFR Cluj: 2009-2010